# Retroculus septentrionalis
Retroculus septentrionalis är en fiskart som beskrevs av Gosse, 1971. Retroculus septentrionalis ingår i släktet Retroculus och familjen Cichlidae. Inga underarter finns listade i Catalogue of Life.